# 恋愛だけじゃダメかしら?
『恋愛だけじゃダメかしら?』（れんあいだけじゃダメかしら、What to Expect When You're Expecting）は、2012年のアメリカ合衆国のロマンティック・コメディ映画。ハイディ・マーコフの書籍『すべてがわかる妊娠と出産の本』を原作にショーナ・クロスとヘザー・ハッチが脚本を執筆し、カーク・ジョーンズが監督した作品である。アメリカ合衆国では2012年5月18日に公開された。

## キャスト
※括弧内は日本語吹替
35歳を過ぎて妊娠
- ジュールズ・バクスター - キャメロン・ディアス[4]（林真里花）： ダイエット番組で人気のフィットネスの女王。
- エヴァン・ウェバー - マシュー・モリソン[3]（宮本淳）： ジュールズの恋人。ダンサー。

養子を迎えることを決心
- ホリー - ジェニファー・ロペス[5]（藤貴子）： フリーカメラマン。
- アレックス - ロドリゴ・サントロ[6]（中西としはる）： ホリーの夫。広告代理店勤務。

2年待ってようやくの妊娠
- ウェンディ・クーパー - エリザベス・バンクス（永木貴依子）： 絵本作家でベビー用品店のオーナー。
- ゲイリー・クーパー - ベン・ファルコーン[7]（宮本崇弘）： ウェンディの夫。歯科医。ジュールズの番組に出演してダイエットした。

軽い気持ちで妊娠
- ロージー・ブレナン - アナ・ケンドリック[8]（大垣理香）： 友人らとホットサンドの屋台を経営。
- マルコ - チェイス・クロフォード[9]（波多野和俊）： ロージーの高校時代の同級生でホットサンド屋同士のライバル。プレイボーイ。

セレブの幼妻の妊娠
- スカイラー・クーパー - ブルックリン・デッカー[8]： ゲイリーの父親と結婚した若妻。ゲイリーより年下。ロージーの従姉妹。
- ラムジー・クーパー - デニス・クエイド[10]（西谷修一）： スカイラーの夫。ゲイリーの父。元レーサーのセレブ。

その他
- ヴィク・マック - クリス・ロック（長瀬祐）： 「パパ友」メンバー。子だくさん。先輩パパとしてアレックスにアドバイス。
- クレイグ - トーマス・レノン[11]： 「パパ友」メンバー。息子の名前をフランス風に呼ぶことを妻に強制されている。
- ゲイル - ロブ・ヒューベル（英語版）[12]： 「パパ友」メンバー。
- パテル - アミール・タライ（英語版）： 「パパ友」メンバー。
- デイヴィス - ジョー・マンガニエロ[13]（中村和正）： 「パパ友」メンバーたちの友人。マッチョな独身イケメン。
- ジャニス - レベル・ウィルソン[14]： ウェンディの店の太めの店員。
- ケイラ - ウェンディ・マクレンドン＝コーヴィ[15]： ホリーの友人で同僚。クレイグの妻。
- ソーシャルワーカー - キム・フィールズ（英語版）[16]： ホリーとアレックスが養子を育てるのに相応しいか調査。
- ハッチ・デヴィッドソン - ジェシー・バーチ（英語版）： ダンスタレント番組の司会者。
- モリー - ミミ・ジアノプロス[17]： ロージーのルームメイト。
- コートニー - ジェネシス・ロドリゲス[18]： ロージーのルームメイト。

本人役でのカメオ出演
- ドウェイン・ウェイド[19]
- ホイットニー・ポート[19]
- メーガン・ムラーリー

ダンスタレント番組の審査員役でのカメオ出演
- シェリル・コール[20]
- タイス・ディオリオ（英語版）[20]
- タブー[20]

## 製作

### 背景

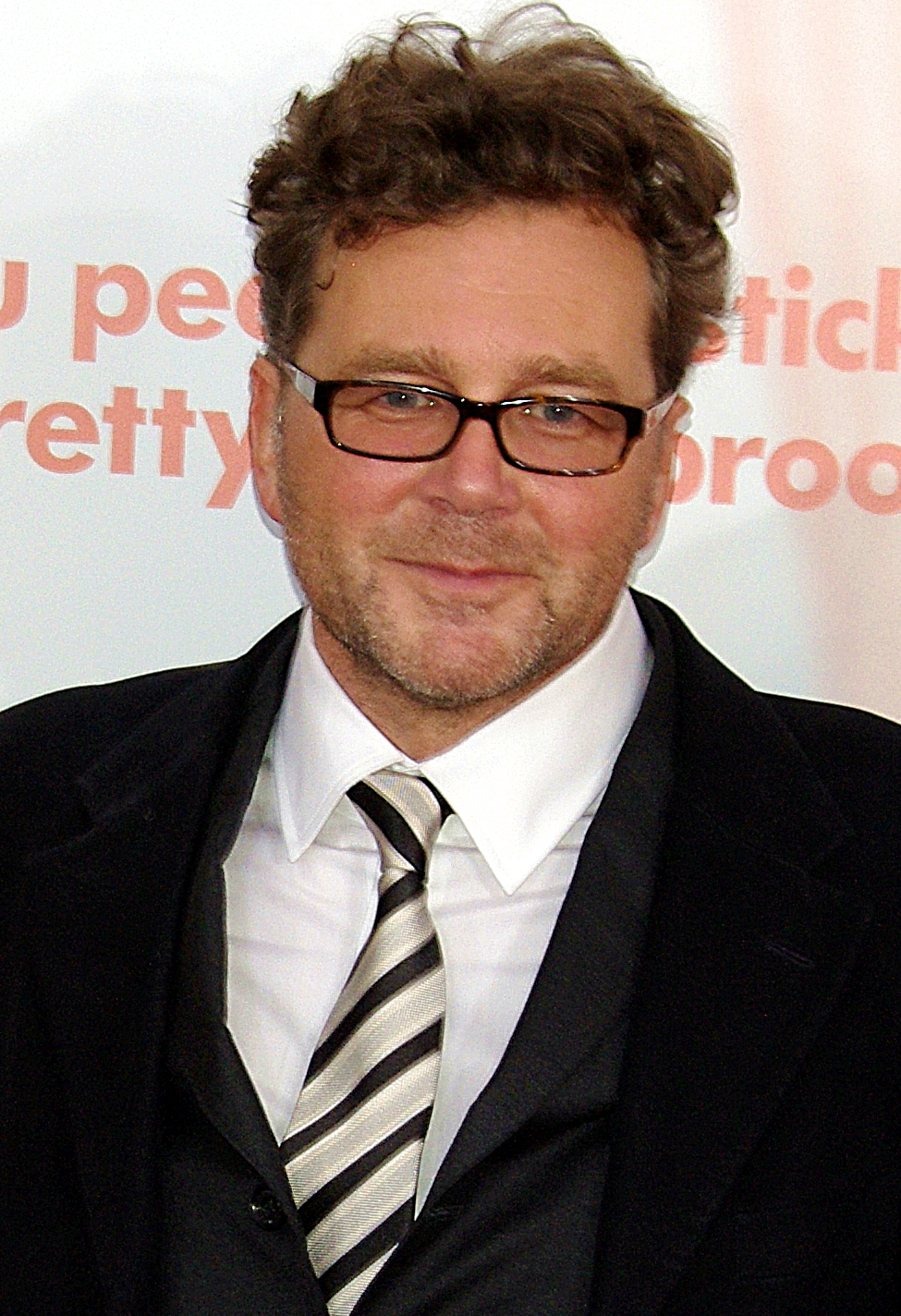
監督のカーク・ジョーンズは原作を妊娠ガイドとは知らず、小説だと思い込んでいた。

ハイディ・マーコフが執筆した妊娠ガイド本『すべてがわかる妊娠と出産の本』は1984年に出版された。『ニューヨーク・タイムズ』のベストセラーで1位となり、過去25年間で最も影響力のある1冊と考えられた。さらにそれは「アメリカの妊娠のバイブル」と呼ばれ、全世界で2000万部以上を売り上げた。2010年1月14日、ライオンズゲートがフェニックス・ピクチャーズから全世界配給権を獲得したことを発表した。脚本執筆には妊娠経験があったヘザー・ハッチが雇われた。デヴィッド・スウェイツがマイク・メダヴォイ、アーノルド・W・メッサーと共同でプロデュースした。ライオンズゲート映画部門の社長であるアリソン・シェアマーは書籍を「境界を知らないブランド」であると述べ、また彼らは「この映画を潜在的フランチャイズで1作目としてエキサイト」していた。またマーコフは、フェニックス・ピクチャーズとライオンズゲートが「私の赤ちゃんを生き返らせる」のを見るのは興奮すると語った。メダヴォイ、メッサー、スウェイツらは、原作には楽しいストーリーを語るために「パーフェクトな発射点」があると感じていた。

### プリプロダクション
監督はカーク・ジョーンズが務める。ジョーンズは原作を読んだことも聞いたことも無く、脚本を読む前は小説だと思っており、後に妊娠ガイドであることを知った。最初は戸惑ったものの、彼は自分の妊娠との関わりを「面白く、悲劇的、刺激的」で「陽気」であると思い出し、それらの要素を組み合わせることで「本当に面白い」映画なると考えた。
『恋愛だけじゃダメかしら?』は群像劇であり、初めて親となる5組のカップルに焦点が当てられる。『Access Atlanta』によると、プロジェクトは他に「家族の行先に居るエキストラ」と並んで「スターのポテンシャルを持つ赤ん坊」を必要としていた。2011年7月9日にオープン・キャスティング・コールが開かれた。キャスティングディレクターのクリストファー・グレイは「我々は多くの妊婦を必要としている。本当にかなり必要だ」と述べた。映画には同じようにキャスティング・コールで集められたエチオピア人が出演する。映画にはドウェイン・ウェイド、ホイットニー・ポート、メーガン・ムラーリーら多くのセレブリティがカメオ出演する。シェリル・コール、タブー、タイス・ディオリオらはテレビのダンスタレント番組の審査員役である。

### 撮影
撮影は2011年7月29日にジョージア州アトランタで開始された。7月26日、撮影はハイ美術館付近のピーチツリー・ストリートのミッドタウンとピードモント・パークで行われた。ジョーンズはキャストの多さのため、「タフな」編成のスケジュールだと述べた。

## 公開

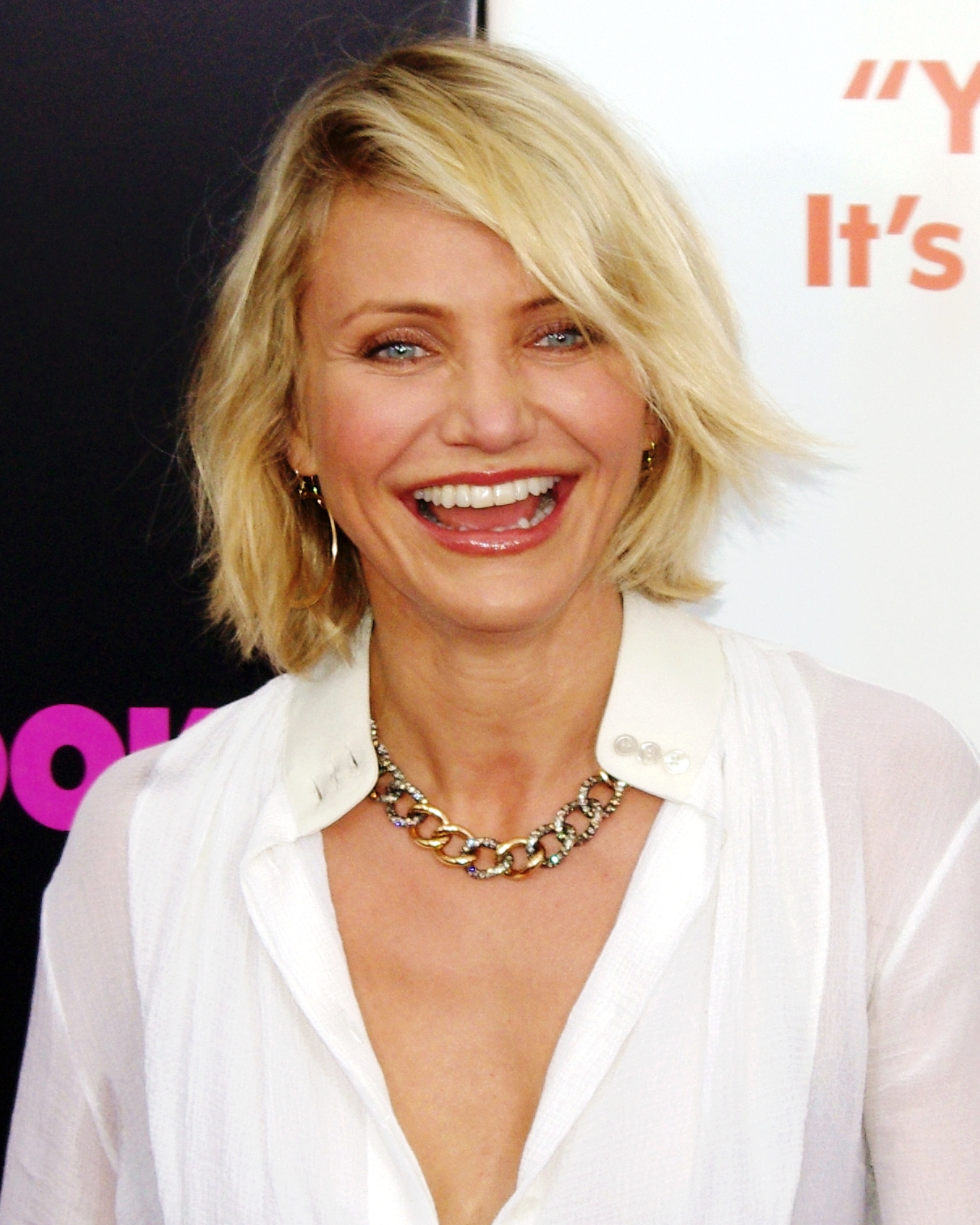
ALMA Awardにノミネートされたディアス。

アメリカ合衆国とカナダでは2012年5月18日に3021劇場で封切られた。公開初週末3日間では1054万7068ドルを売り上げ、興行収入ランキングでは5位となった。2013年2月5日までにアメリカ合衆国とカナダで約4120万ドル、世界全体で約8440万ドルを売り上げている。

### 批評家の反応
Rotten Tomatoesでは131件のレビューで支持率は22%となった。
『ローリング・ストーン』のピーター・トラヴァースは映画を「吐き気を催す」と酷評したものの、ロック、ケンドリック、チェイスの演技に関しては賞賛した。

### 受賞歴
| 賞                             | 部門                             | 候補                   | 結果       |
| ------------------------------ | -------------------------------- | ---------------------- | ---------- |
| ALMA Awards                    | 映画男優賞                       | ロドリゴ・サントロ     | ノミネート |
| ALMA Awards                    | コメディ・ミュージカル映画女優賞 | キャメロン・ディアス   | ノミネート |
| ALMA Awards                    | コメディ・ミュージカル映画女優賞 | ジェニファー・ロペス   | ノミネート |
| ティーン・チョイス・アワード   | コメディ映画賞                   |                        | ノミネート |
| ティーン・チョイス・アワード   | コメディ映画男優賞               | クリス・ロック         | ノミネート |
| ティーン・チョイス・アワード   | コメディ映画女優賞               | キャメロン・ディアス   | ノミネート |
| ティーン・チョイス・アワード   | コメディ映画女優賞               | ジェニファー・ロペス   | ノミネート |
| ティーン・チョイス・アワード   | 映画ブレイクアウト賞             | ジョー・マンガニエロ   | ノミネート |
| ティーン・チョイス・アワード   | 映画シーン・スティーラー男優賞   | チェイス・クロフォード | ノミネート |
| ピープルズ・チョイス・アワード | コメディ映画賞                   |                        | ノミネート |
| ピープルズ・チョイス・アワード | コメディ映画女優賞               | キャメロン・ディアス   | ノミネート |
| ゴールデンラズベリー賞         | 最低助演女優賞                   | ブルックリン・デッカー | ノミネート |
| ゴールデンラズベリー賞         | 最低助演女優賞                   | ジェニファー・ロペス   | ノミネート |